# 尼娜·肯尼迪
尼娜·肯尼迪（英語：Nina Kennedy，1997年4月5日—），澳大利亚女子田径运动员。她曾代表澳大利亚参加2018年和2022年英联邦运动会田径比赛，获得一枚金牌和一枚铜牌。她也曾参加2020年夏季奥运会。